# 網站流量

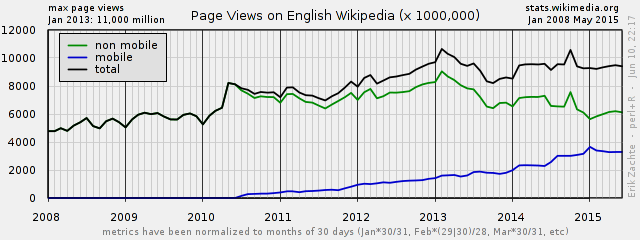
stats.wikimedia.org自2008年以来英文维基百科页面浏览量曲线图

网站流量（英語：Website Traffic），也称为网络流量，是指一个网站上提供或接收到的資料量（不包含機器人所產生的流量），流量大小往往是該網頁有多少商业价值的关键所在。

## 作用和意义
- 用户层面
  - 通过网路流量来计算通信费用，便于ISP向其用户计算网路消费。
- 管理层面
  - 分析网路流量可以帮助企业、政府了解其下属的流量使用情况，并对其采取如建立网路防火墙等适当的控制以减少资源损失。
- 网站层面
  - 可以了解网站访客的一些数据，如IP地址、浏览器的UserAgent数据等。
  - 可以统计网站的在线人数，了解用户所访问的网站页面。
  - 通过分析出异常流量可以帮助网站管理员知道是否有滥用现象。
  - 可以了解网站使用情况，提前应对网站服务器系统负载问题。
  - 可以了解网站是否对于用户有足够的吸引能力。[1]
- 综合层面
  - 可以用于评价一个网站的网站权重（如Alexa指標）。
  - 可以得知大多数用户上网习惯，从而对于网络进行有方向性的规划以更适应用户需求。

## 网站流量的统计
- 统计方式
  1. 通过在服务器安装统计分析软件进行流量监测并生成监测日志辅助分析。
  2. 采用第三方网站提供的流量分析的服务。
  3. 根据企业系统进行单独开发网站流量统计工具。
- 统计指标
  1. PV：参见单页点阅率。
  2. UV：参见独立访客量
  3. IP：拥有特定IP地址的计算机访问网络服务器的次数。[2]
  4. 数据量：网络设备所发送或者接收的数据的多少，单位通常为KB、MB、GB等。